# Zvezna dežela Avstrije
Avstrija je sestavljena iz devetih zveznih dežel. V nemščini se imenujejo Land (mn. Länder) oziroma Bundesland (mn. Bundesländer). Vsaka od avstrijskih zveznih dežel ima svoj deželni parlament Landtag, zakonodajo. Na čelu vsake dežele je deželni glavar (Landeshauptmann), ki ga deželni parlament izvoli vsakih 5 let (z izjemo Gornje Avstrije, kjer imajo šestletni mandat). 
Zakonodajna moč posamezne dežele je bolj ali manj le teoretična, povečini je urejena na ravni celotne republike. V pristojnosti posameznih dežel so zlasti področja, kot so varovanje okolja in pomembnejših zgradb, ribolov in lov in podobno. Pomembnejše veje zakonodaje (civilna, kazenska zakonodaja, izobraževanje, telekomunikacije, zdravstvo …) so urejene na zvezni ravni. Avstrijske zvezne dežele so formalnopravno in dejansko bistveno manj suverene od nemških zveznih dežel. 

## Geografija
| # | Dežela                   | Dežela           | Prestolnica         | Prestolnica              |
| # | Slovensko                | Nemško           | Slovensko           | Nemško                   |
| - | ------------------------ | ---------------- | ------------------- | ------------------------ |
| 1 | Gradiščanska             | Burgenland       | Železno             | Eisenstadt               |
| 2 | Koroška                  | Kärnten          | Celovec             | Klagenfurt am Wörthersee |
| 3 | Spodnja Avstrija         | Niederösterreich | St. Pölten          | St. Pölten               |
| 4 | Zgornja Avstrija         | Oberösterreich   | starinsko Linec     | Linz                     |
| 5 | Solnograška ali Salzburg | Salzburg         | starinsko Solnograd | Salzburg                 |
| 6 | Štajerska                | Steiermark       | Gradec              | Graz                     |
| 7 | Tirolska                 | Tirol            | starinsko Inomost   | Innsbruck                |
| 8 | Predarlska               | Vorarlberg       | starinsko Brežnice  | Bregenz                  |
| 9 | Dunaj                    | Wien             | Dunaj               | Wien                     |